# Грузинцев, Василий Иванович
Василий Иванович Грузинцев (24 февраля 1899, дер. Преображенка Самарской губернии — сентябрь 1971, Уральск) — советский государственный деятель. Председатель Исполнительного комитета Северо-Казахстанского областного Совета (1938—1944).

## Биография
В 1918—1920 и 1922—1923 годах служил в РККА. С 1923 по 1929 год — на хозяйственной работе.
В 1929 году — секретарь партийной ячейки ВКП(б) с. Чебаркуль (Уральская область (РСФСР)), до 1930 г. — возглавлял Миасский райколхозсоюз там же.
В 1930—1932 гг. — председатель райисполкома Миасского района (ныне в Челябинской области).
С 1932 г. работал заместителем председателя Березниковского городского Совета (Уральская область (РСФСР))
С 1934 г. — уполномоченный Комитета заготовок сельскохозпродуктов при СНК СССР по Бейнеткорскому району Карагандинской области. Затем до 1937 г. работал на такой же должности в Мамлютском районе Северо-Казахстанской области.
Первый секретарь Мамлютского районного комитета ВКП(б) (1937 — август 1938).
С августа 1938 по январь 1944 года — председатель Исполнительного комитета Северо-Казахстанского областного Совета.
В 1943—1946 гг. руководил Казахским территориальным управлением Главного управления государственных материальных резервов при СНК СССР.
После до 1948 г. — начальник Казахского территориального управления Министерства продовольственных резервов СССР. Затем до 1953 г. — на хозяйственной работе.
Вышел на пенсию в 1953 году.